# Jasna Samarin
Jasna Samarin, slovenska slikarka, *19. januar 1966, Ljubljana.
Študirala je na Akademiji za likovno umetnost in oblikovanje v Ljubljani pri profesorju Emeriku Bernardu, kjer je diplomirala leta 1989. Kot štipendistka francoske vlade je med 1990 in 1991 študirala na École nationale supérieure des Beaux-Arts (ENSBA), med letoma 1989 in 1992 je nadaljevala tudi podiplomski študij na ALUO v Ljubljani pri prof. Emeriku Bernardu. Od prve samostojne predstavitve leta 1989 v Kulturnem centru na Reki je  imela več kot 30 samostojnih razstav doma in v tujini. Večkrat je bila nagrajena – leta 1991 je prejela pohvalo francoske vlade v Parizu, leta 1992 odkupno nagrado na mednarodnem ex-tempore v Piranu,  leta 1995 odkupno nagrado Mestne občine Ljubljana in leta 2007 častno nagrado na Majskem salonu ZDSLU. Njena dela so del nekaterih pomembnih zbirk (Banka Slovenije, zbirka Galerije Velenje, zbirka del na papirju MGML, zbirka MOL, Likovna zbirka Riko Ribnica, Pilonova galerija, Mestna galerija Nova Gorica). 
1. ↑  https://european-art.net/person/redirect?i=7&p=541